# اینگر لیز ریپدال
اینگر لیز ریپدال (انگلیسی: Inger Lise Rypdal؛ زادهٔ ۱۴ دسامبر ۱۹۴۹) موسیقی‌دان، آهنگساز اهل نروژ است.